# FLSmidth
FLSmidth & Co. A/S ist ein dänisches Unternehmen mit Firmensitz in Kopenhagen.
Im Januar 1882 gründete Frederik Læssø Smidth das Unternehmen, welches als Anbieter für Anlagen zur Zementherstellung bekannt wurde.
FLSmidth ist einer der führenden Lieferanten für die Bergbau- und Zementindustrie mit Niederlassungen in mehr als 50 Ländern. Zum Angebot gehören neben der Fertigung einzelner Produkte oder ganzer Anlagen auch Wartungs- und Unterstützungsdienstleistungen sowie der Betrieb fertiger Anlagen.
Die Tochtergesellschaft FLSmidth MAAG Gear stellt Getriebe her.
Auch in Deutschland und Österreich ist FLSmidth an diversen Standorten durch Tochterunternehmen vertreten, in Leoben ist das Technologiezentrum für „Material Handling“ ansässig. Die Deutschlandzentrale hat den Sitz in Pinneberg.